# Selenomonas ruminantium
Selenomonas ruminantium è una specie di batterio appartenente alla famiglia delle Acidaminococcaceae.